# Caçarema-grande
A Caçarema-grande (Hypoclinea bidens) é uma espécie de formiga dos estados brasileiros da Amazônia e da Bahia, provida de odor desagradável, e que está associada a certos malefícios causados ao cacaueiro.
Também é conhecida pelos nomes de caçarema, formiga-de-bode e formiga-mole.